# Jaguar F-Type
La Jaguar F-Type est une voiture de sport produite par le constructeur automobile britannique Jaguar de 2013 à 2024.

## Présentation
La Jaguar F-Type est dévoilée au Mondial de l'automobile de Paris 2012. La production a commencé en 2013 et se décline en deux versions : une cabriolet et une coupé. 
La Jaguar F-Type est considérée comme la digne héritière de la Jaguar type E. Elle est destinée à concurrencer la mythique Porsche 911 (991) et la très récente AMG GT de Mercedes.
La production de la F-Type cesse en juin 2024 avec un exemplaire de cabriolet dans une teinte Giola Green.

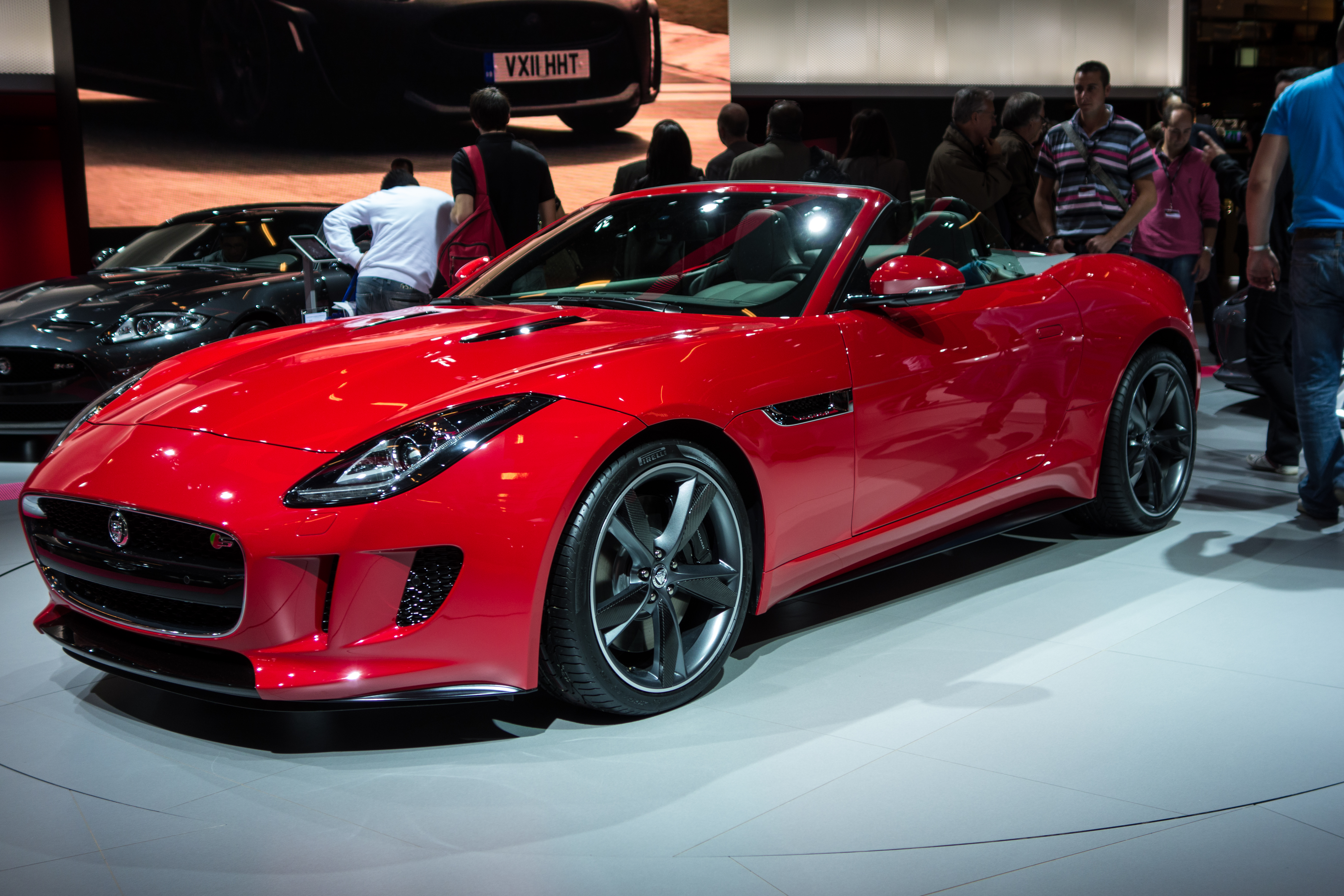
Jaguar F-Type présentée lors du Mondial de l'automobile de Paris 2012.
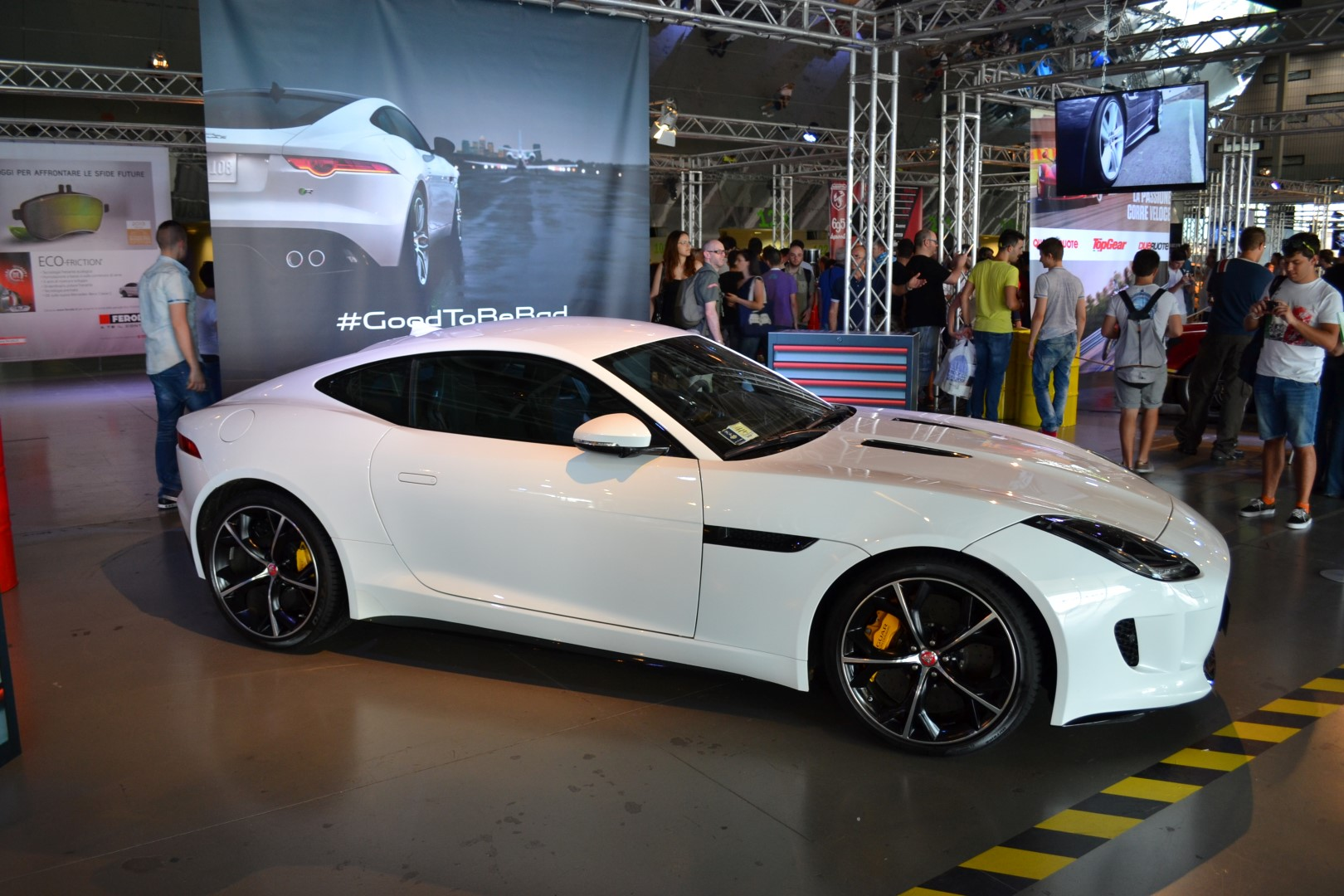
Jaguar F-Type coupé
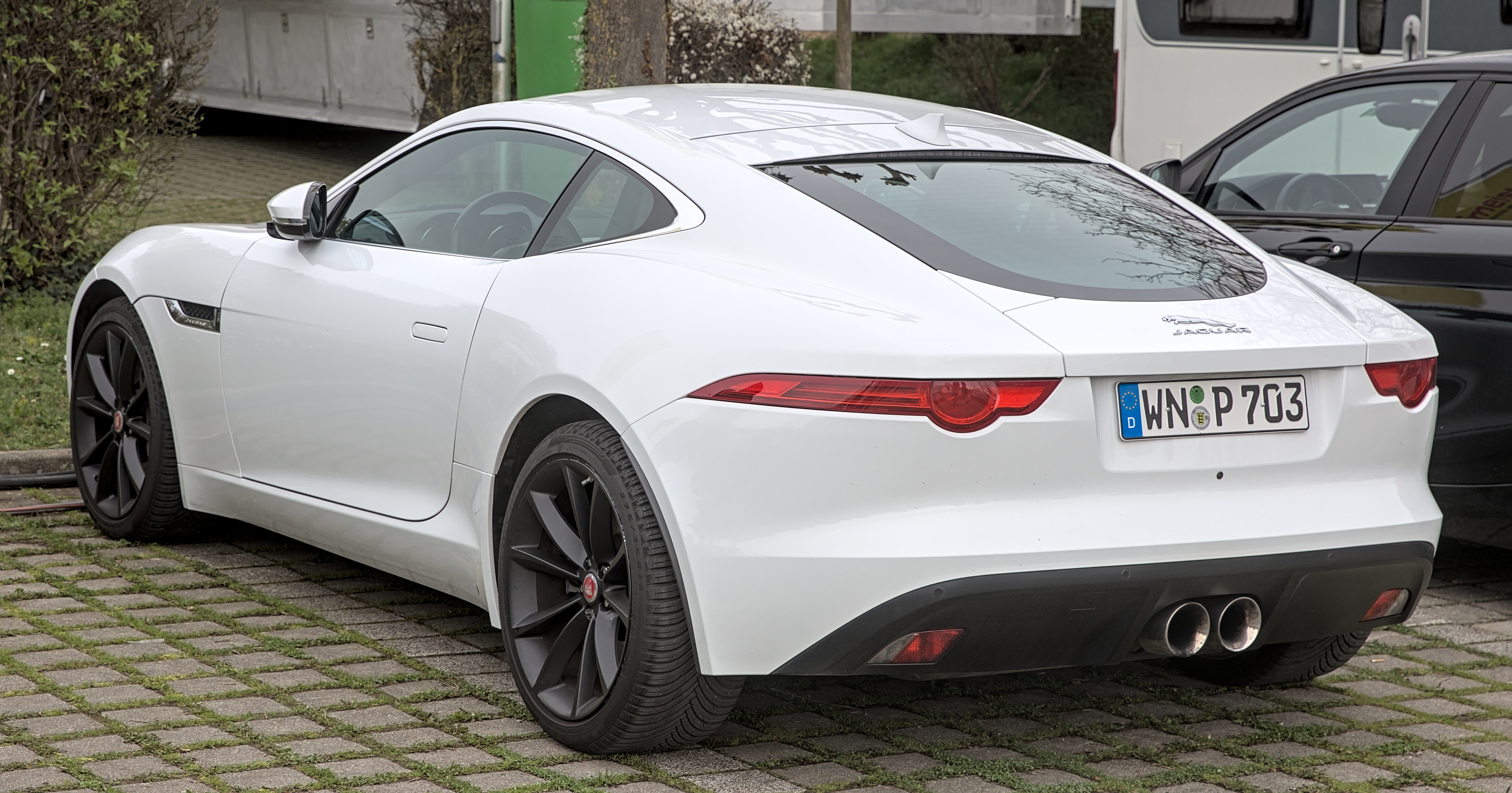
Jaguar F-Type coupé
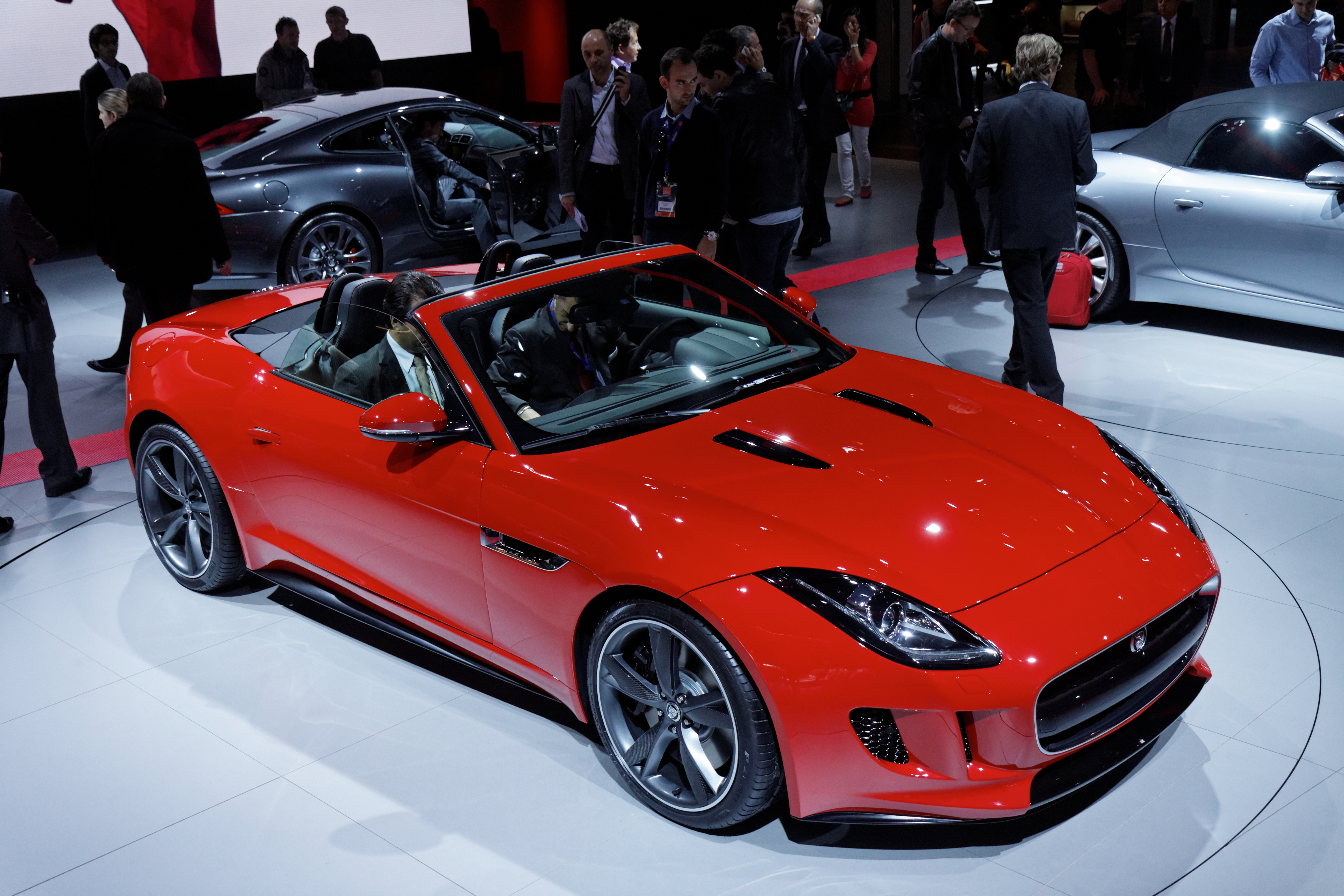
Jaguar F-Type cabriolet
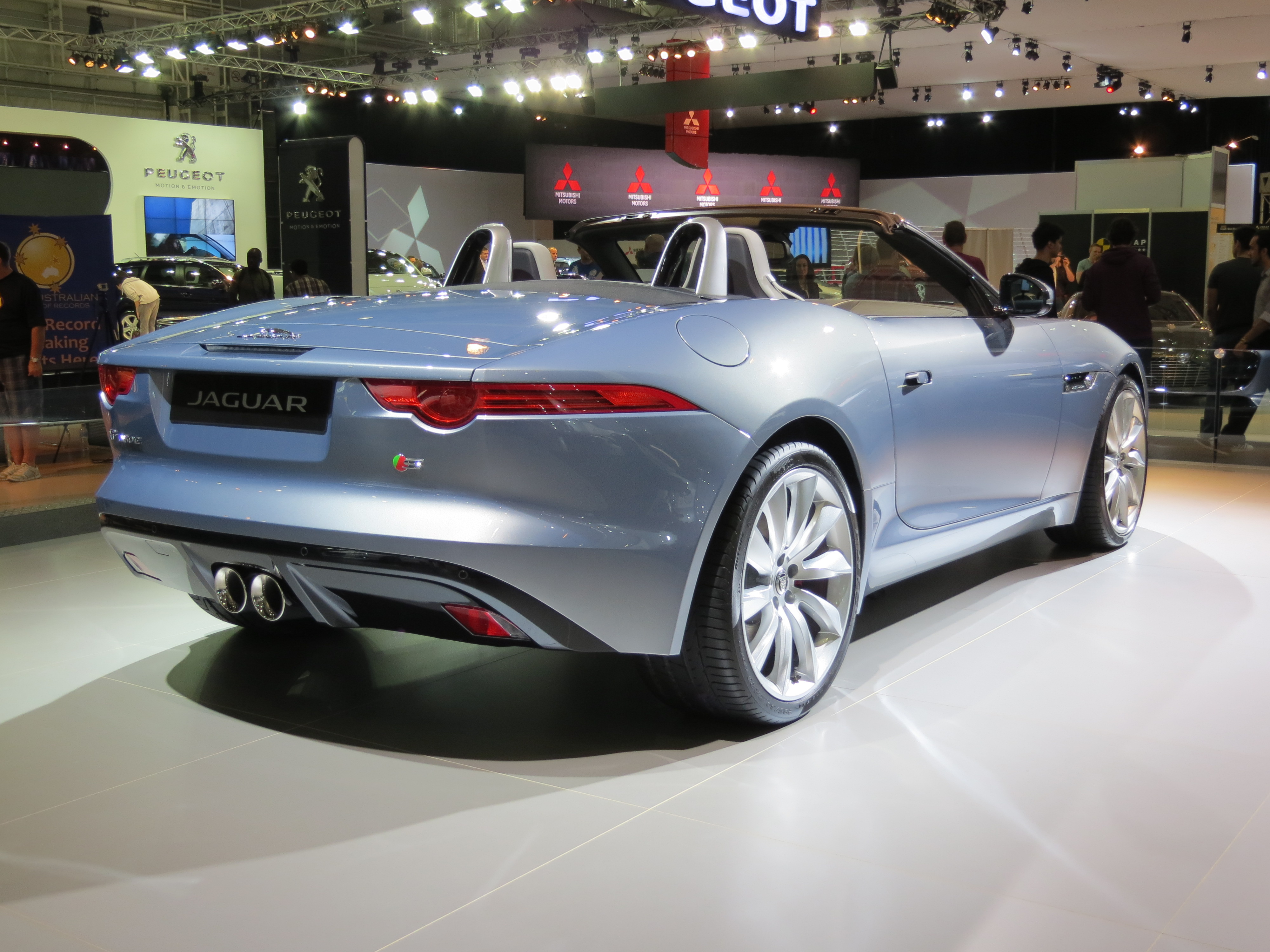
Jaguar F-Type cabriolet

### Phase 2
En 2017, la F-Type est légèrement restylée une première fois : les phares adoptent la technologie LED, les nouvelles prises d'air remplacent les doubles écopes, de nouveaux garnissages et inserts en chrome et aluminium apparaissent ainsi que de nouveaux sièges.

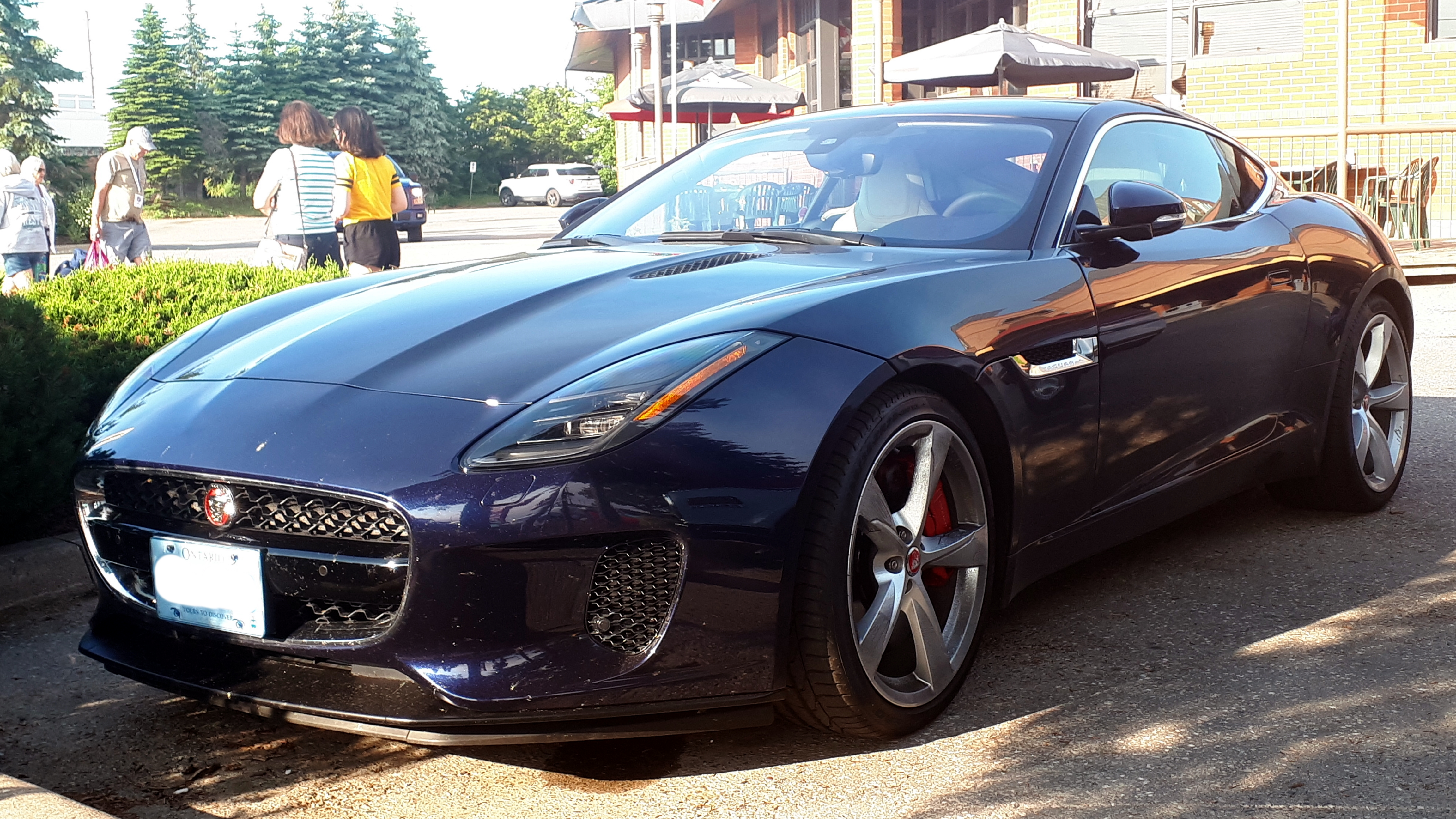
Jaguar F-Type restylée.

### Phase 3

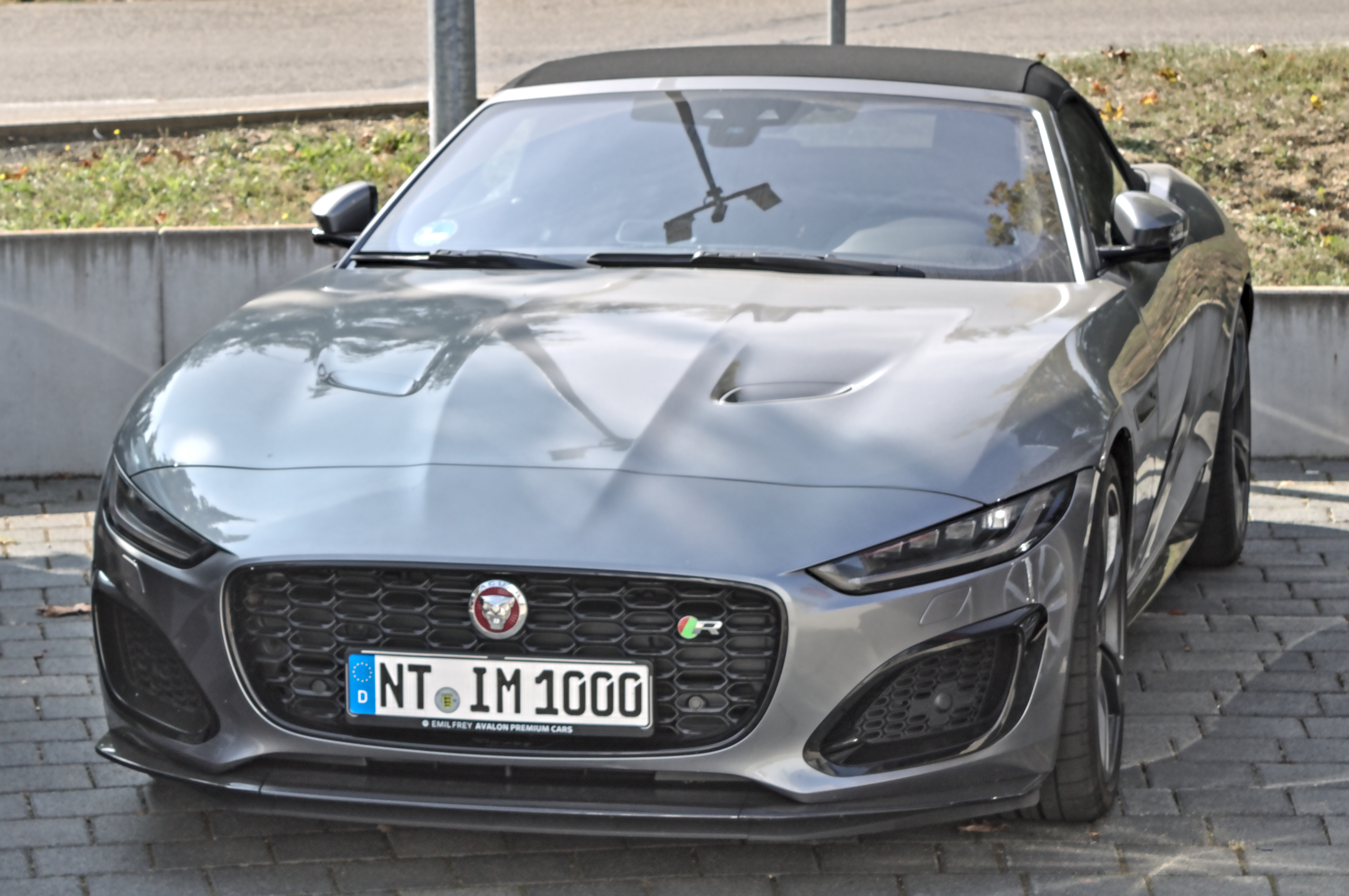
Jaguar F-Type restylée.

Le deuxième restylage de la F-Type est dévoilé le 2 décembre 2019 puis la F-Type fait sa première exposition publique au Salon de l'automobile de Bruxelles en janvier 2020. Le "lifting" est plus important que le précédent : la F-Type bénéficie d'une nouvelle face avant intégrant des projecteurs effilés. Les motorisations V6 de 340 ch et 380 ch ainsi que le V8 de 550 ch disparaissent du catalogue et sont remplacées par un V8 de 450 ch. La SVR disparaît elle aussi, mais son V8 de 575 ch revient sous le capot de la version F-Type R.
La F-Type reçoit aussi, à l'intérieur, des écrans modernisés ainsi qu'un écran d'instrumentation paramétrable pour le conducteur.

## Motorisations
|                                       | F-Type P300                       | F-Type V6 3.0                  | F-Type V6 S                    | F-Type 400 Sport               | F-Type P450                    | F-Type V8 S                    | F-Type R                       | F-Type R                       | F-Type SVR                            |   |
| Disponibilité                         | depuis 04/2017                    | 06/2013 - 12/2019              | 06/2013 - 12/2019              | depuis 01/2017                 | depuis 12/2019                 | 12/2012 - 11/2014              | 11/2014 - 12/2019              | depuis 12/2019                 | 06/2016 - 12/2019                     |   |
| Code moteur                           | Ingenium P300                     | AJ126                          | AJ126                          | AJ126                          |                                | AJ133                          | AJ133                          | AJ133                          | AJ133                                 |   |
| Type de moteur                        | L4 essence                        | V6 essence                     | V6 essence                     | V6 essence                     | V8 essence                     | V8 essence                     | V8 essence                     | V8 essence                     | V8 essence                            |   |
| Alimentation                          | Turbocompressé, injection directe | Suralimenté, injection directe | Suralimenté, injection directe | Suralimenté, injection directe | Suralimenté, injection directe | Suralimenté, injection directe | Suralimenté, injection directe | Suralimenté, injection directe | Suralimenté, injection directe        |   |
| Cylindrée                             | 1 997 cm3                         | 2 995 cm3                      | 2 995 cm3                      | 2 995 cm3                      | 5 000 cm3                      | 5 000 cm3                      | 5 000 cm3                      | 5 000 cm3                      | 5 000 cm3                             |   |
| Puissance maximale                    | 221 kW (300 ch) à 6 200 tr/min    | 250 kW (340 ch) à 6 500 tr/min | 280 kW (380 ch) à 6 500 tr/min | 294 kW (400 ch) à 6 500 tr/min | 331 kW (450 ch)                | 364 kW (490 ch) à 6 500 tr/min | 390 kW (550 ch) à 6 500 tr/min | 405 kW (575 ch) à 6 500 tr/min | 423 kW (575 ch) à 6 500 tr/min        |   |
| Couple maximal                        | 400 N m à 1 500–4 500 tr/min      | 450 N m à 3 500–5 000 tr/min   | 460 N m à 3 500–5 500 tr/min   | 460 N m à 3 500–5 500 tr/min   | 580 N m                        | 625 N m à 2 500–5 500 tr/min   | 680 N m à 3 500 tr/min         | 700 N m à 3 500–5 000 tr/min   | 700 N m à 3 500–5 000 tr/min          |   |
| Transmission, série                   | Propulsion                        | Propulsion                     | Propulsion                     | Propulsion                     | Propulsion                     | Propulsion                     | Propulsion                     | Intégrale                      | Intégrale                             |   |
| Transmission, option                  | —                                 | —                              | [Intégrale]                    | [Intégrale]                    | [Intégrale]                    | —                              | [Intégrale]                    | —                              | —                                     |   |
| Boîte de vitesses, série              | Automatique 8 rapports            | Manuelle 6 rapports            | Manuelle 6 rapports            | Automatique 8 rapports         | Automatique 8 rapports         | Automatique 8 rapports         | Automatique 8 rapports         | Automatique 8 rapports         | Automatique 8 rapports                |   |
| Boîte de vitesses, option             | —                                 | Automatique 8 rapports         | Automatique 8 rapports         | [Automatique 8 rapports]       | —                              | —                              | —                              | —                              | —                                     | — |
| Vitesse maximale                      | 260 km/h                          | 275 km/h                       | 280 km/h                       | 285 km/h                       | 290 km/h                       | 300 km/h                       | 300 km/h                       | 305 km/h                       | Coupé : 320 km/h Cabriolet : 315 km/h |   |
| Accélération 0–100 km/h               | 5,7 s                             | 5,7 s (5,3 s)                  | 5,5 s (4,9 s) [5,1 s]          | 4,9 s [5,1 s]                  | 4,6 s                          | 4,3 s                          | 4,1 s                          | 3,7 s                          | 3,6 s                                 |   |
| Consommation par 100 km (cycle mixte) | 7,2 L, SP98                       | 9,8 L (8,4 L), SP98            | 9,8 L (8,6 L) [8,9 L], SP98    | 8,6 L [8,9 L], SP98            |                                | 11,1 L, SP98                   | 11,3 L, SP98                   |                                | 11,3 L, SP98                          |   |
| Émissions de CO2 (cycle mixte)        | 163 g/km                          | 234 g/km (199 g/km)            | 234 g/km (203 g/km) [211 g/km] | 203 g/km [211 g/km]            |                                | 259 g/km                       | 269 g/km                       |                                | 269 g/km                              |   |
| Norme d'émission                      | Euro 6                            | Euro 6                         | Euro 6                         | Euro 6                         | Euro 6                         | Euro 6                         | Euro 6                         | Euro 6                         | Euro 6                                |   |
| Capacité du réservoir                 | 63 litres                         | 70 litres                      | 70 litres                      | 70 litres                      | 70 litres                      | 70 litres                      | 70 litres                      | 70 litres                      | 70 litres                             |   |

## F-Type SVR
Jaguar lance une version sportive de sa F-Type sous le nom de SVR en 2016. Elle est dévoilée au salon de Genève 2016.

## F-Type Project 7
Annoncée en 2013, cette série spéciale de la F-Type rend hommage à la Jaguar Type D . Appelée Project 7, elle est par la suite commercialisée en 2014 et limitée à 250 exemplaires.

## Finitions
- F-Type
- F-Type R-Dynamic

### Séries spéciales
- Chequered Flag Limited Edition
  - Cette série "drapeau à damier" fête les 70 ans de Jaguar. Elle est basée sur la finition R-Dynamic, et disponible en coupé et cabriolet avec les moteurs 4-cylindres 300 ch et 6-cylindres 340 ch[14].
- First Edition
  - Disponible pendant un an pour la F-Type phase 3.
- F-Type Rallycar
  - Pour célébrer les 70 ans de Jaguar dans le secteur des véhicules sportifs, la marque décline la version cabriolet F-Type en version Rallycar. Le modèle embarque un moteur 4-cylindres turbo Ingenium produisant 300 ch, accouplé à une boîte automatique à 8 rapports[15]. Ce modèle est unique et n'a jamais fait de compétition.
- F-Type Heritage 60
  - Elle célèbre les 60 ans de la Jaguar Type E et elle est limitée à 60 exemplaires[16].
- F-Type R-Dynamic Black
  - Elle reçoit un pack d'accessoires intérieurs et extérieurs peints en noir[17].
- F-Type 75 / R75 (fin de production, lancement en octobre 2022) - indisponible en 4 cylindres[18]
  - Éléments extérieurs spécifiques
- F-Type ZP Edition, rend hommage à 75 ans d'histoire sur les coupés sportifs 2 places de la marque (2023)[19]